# Coupe des nations de dressage 2015
Navigation
2014 2016
La Coupe des nations de dressage 2015 (en anglais FEI Nations Cup Dressage 2015), est la 3e édition du circuit coupe des nations organisé par la FEI dans cette discipline.

## Calendrier et résultats
| Date                  | Lieu                            | Équipe vainqueur |
| --------------------- | ------------------------------- | ---------------- |
| 4 au 8 mars 2015      | Vidauban, France CDIO3-3*       | Allemagne        |
| 24 au 28 mars 2015    | Wellington, États-Unis CDIO3-3* | États-Unis       |
| 17 au 21 juin 2015    | Rotterdam, Pays-Bas CDIO3-5*    | Pays-Bas         |
| 8 au 12 juillet 2015  | Hagen, Allemagne CDIO3-5*       | Allemagne        |
| 9 au 12 juillet 2015  | Falsterbo, Suède CDIO3-5*       | Suède            |
| 15 au 19 juillet 2015 | Hickstead, Royaume-Uni CDIO3-3* | Danemark         |

## Classement
|          | Équipe/Épreuve | Points     | Points    | Points | Points    | Points    | Points | Total |
| Vidauban | Équipe/Épreuve | Wellington | Rotterdam | Hagen  | Falsterbo | Hickstead |        | Total |
| -------- | -------------- | ---------- | --------- | ------ | --------- | --------- | ------ | ----- |
| 1        | Allemagne      | 10         | 7         | 7      | 15        | (11)      | -      | 39    |
| 2        | Pays-Bas       | 7          | -         | 15     | (6)       | 13        | -      | 35    |
| 3        | Suède          | -          | -         | 13     | -         | 15        | 7      | 35    |
| 4        | États-Unis     | -          | 10        | 11     | (5)       | 6         | -      | 27    |
| 5        | Danemark       | -          | -         | -      | 13        | (9)       | 10     | 23    |
| 6        | Royaume-Uni    | -          | -         | 6      | 4         | -         | 8      | 18    |
| 7        | Russie         | 5          | -         | -      | 9         | -         | -      | 14    |
| 8        | France         | 8          | -         | 4      | -         | -         | -      | 12    |
| 9        | Espagne        | -          | -         | -      | 11        | (6)       | -      | 11    |
| 10       | Belgique       | -          | -         | 9      | -         | -         | -      | 9     |
| 11       | Canada         | -          | 8         | -      | -         | -         | -      | 8     |
| 12       | Suisse         | -          | -         | -      | 7         | -         | -      | 7     |
| 13       | Italie         | 6          | -         | -      | -         | -         | -      | 6     |
| 13       | Afrique du Sud | -          | -         | -      | -         | -         | 6      | 6     |